# Isaac Babadi
Isaac Babadi (Nijmegen, 6 april 2005) is een Nederlandse voetballer van Sierra Leonese afkomst die doorgaans speelt als aanvallende middenvelder. Hij maakte in augustus 2023 zijn debuut in het eerste elftal van PSV.

## Clubcarrière
Babadi speelde in de jeugd bij SV Hatert en N.E.C. en stapte in 2018 over naar de jeugdopleiding van PSV. Hier tekende hij op zijn zestiende verjaardag zijn eerste profcontract. Hij maakte op 10 januari 2022 zijn debuut in Jong PSV een met 5–1 gewonnen thuiswedstrijd tegen Almere City. Babadi groeide in de tweede seizoenshelft van 2022/23 uit tot basisspeler bij Jong PSV. Hij speelde in de voorbereiding van seizoen 2023/24 mee in verschillende oefenwedstrijden van het eerste elftal. Hoofdtrainer Peter Bosz liet hem op 4 augustus 2023 officieel debuteren als basisspeler tijdens de wedstrijd om de Johan Cruijff Schaal 2023. Zijn ploeggenoten en hij wonnen die ten koste van tegenstander Feyenoord (0–1). Hij kreeg achteraf lovende reacties voor z'n spel. Vier dagen later, op dinsdag 8 augustus, maakte Babadi zijn Europese debuut. Tijdens de thuiswedstrijd tegen het Oostenrijkse Sturm Graz was Babadi direct trefzeker en maakte hij in de vierde minuut de 1–0.
Babadi verlengde in maart 2024 na maandenlange onderhandelingen zijn contract tot medio 2028. Zijn vorige contract liep af in de zomer van 2024.

## Clubstatistieken

### Beloften
| 2021/22                   | Jong PSV | Eerste divisie | 4  | 0 | 0 | 0 | — | — | 4  | 0 |
| 2022/23                   | Jong PSV | Eerste divisie | 30 | 5 | 0 | 0 | — | — | 30 | 5 |
| 2023/24                   | Jong PSV | Eerste divisie | 6  | 2 | 0 | 0 | — | — | 6  | 2 |
| 2024/25                   | Jong PSV | Eerste divisie | 12 | 1 | 0 | 0 | — | — | 12 | 1 |
| Totaal                    | Totaal   | Totaal         | 52 | 8 | 0 | 0 | 0 | 0 | 52 | 8 |
| Bijgewerkt op 4 juni 2025 |          |                |    |   |   |   |   |   |    |   |

### Senioren
| 2023/24                   | PSV    | Eredivisie | 16 | 1 | 0 | 0 | 5 | 1 | 21 | 2 |
| 2024/25                   | PSV    | Eredivisie | 8  | 1 | 0 | 0 | 4 | 0 | 12 | 1 |
| Totaal                    | Totaal | Totaal     | 24 | 2 | 0 | 0 | 9 | 1 | 33 | 3 |
| Bijgewerkt op 4 juni 2025 |        |            |    |   |   |   |   |   |    |   |

## Interlandcarrière
Babadi maakte deel uit van verschillende Nederlandse nationale jeugdselecties van Nederland –17 tot en met Nederland –21. Hij was aanvoerder van Nederland –17, waarmee hij de finale van het EK –17 van 2022 haalde.

## Erelijst
| Eredivisie           | 2x | 2023/24, 2024/25 |
| Johan Cruijff Schaal | 1x | 2023             |